# Cantonul Léguevin
Cantonul Léguevin este un canton din arondismentul Toulouse, departamentul Haute-Garonne, regiunea Midi-Pyrénées, Franța.

## Comune
- Brax
- Lasserre
- Léguevin (reședință)
- Lévignac
- Mérenvielle
- Pibrac
- Plaisance-du-Touch
- Pradère-les-Bourguets
- Sainte-Livrade
- La Salvetat-Saint-Gilles